# Japan ved vinter-OL 2014
Japan deltog ved vinter-OL 2014 i Sotji, som blev afholdt i perioden 7. til 23. februar 2014.

## Medaljer
| 2014 Sotji | Guld | Sølv | Bronze | Total |
| Japan      | 1    | 4    | 3      | 8     |